# Raucherraum

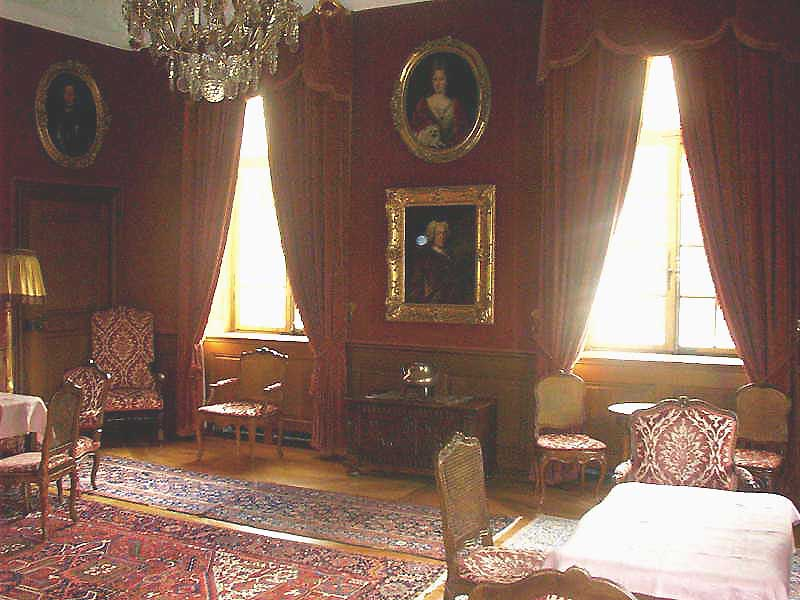
Fumoir im Wenkenhof bei Basel

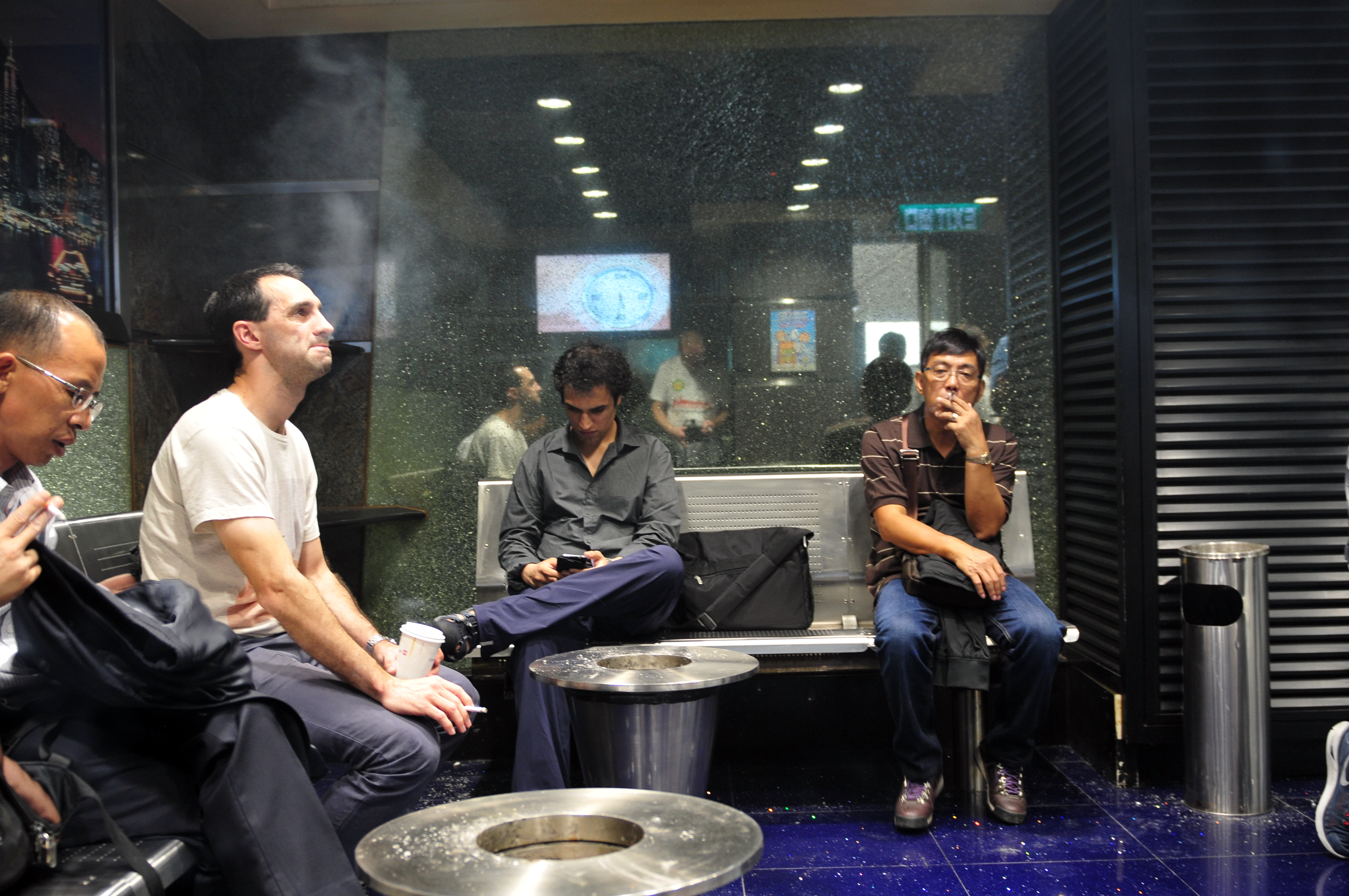
Modernes Raucherzimmer auf einem Flughafen

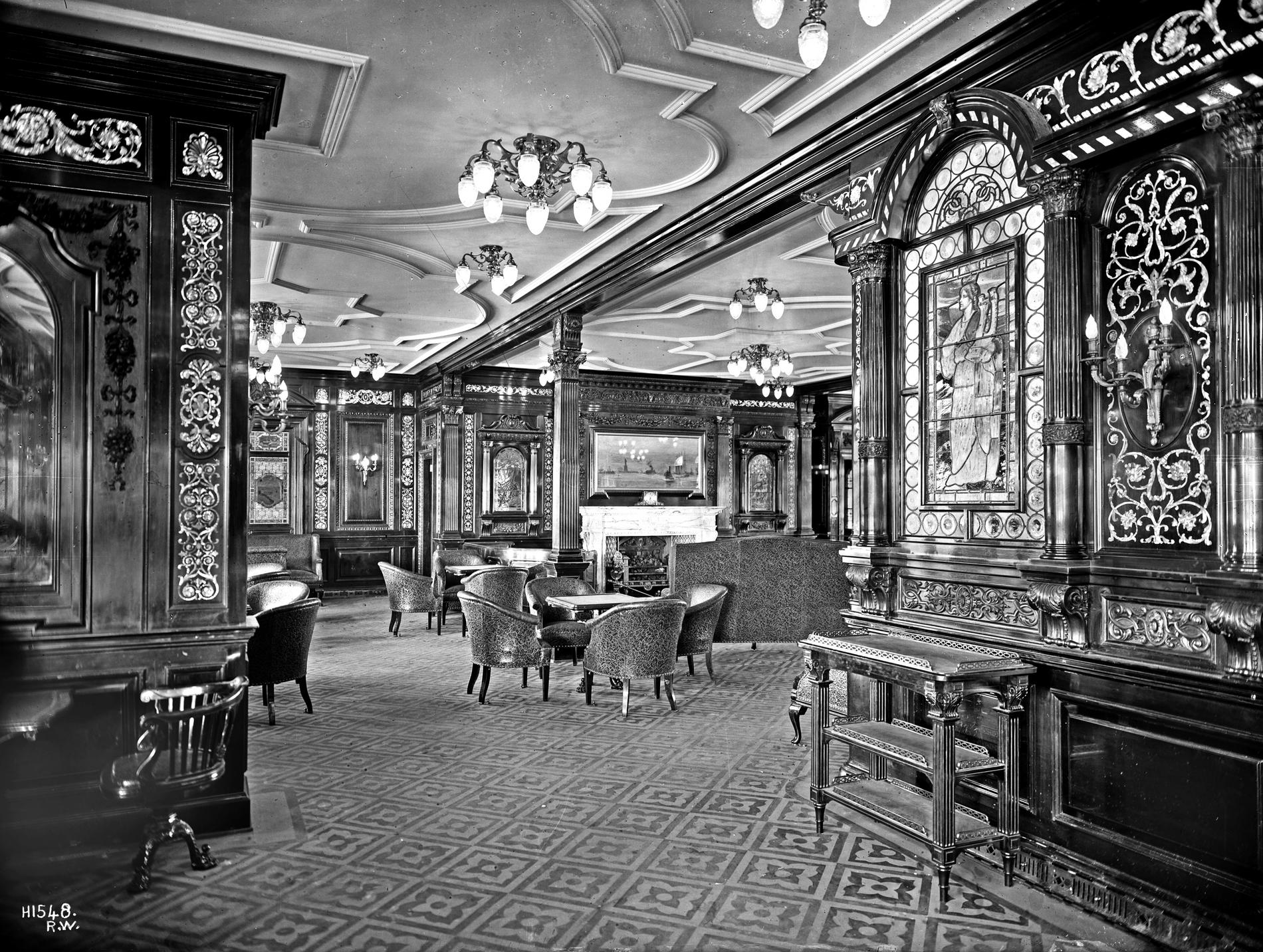
Das Fumoir auf der Olympic

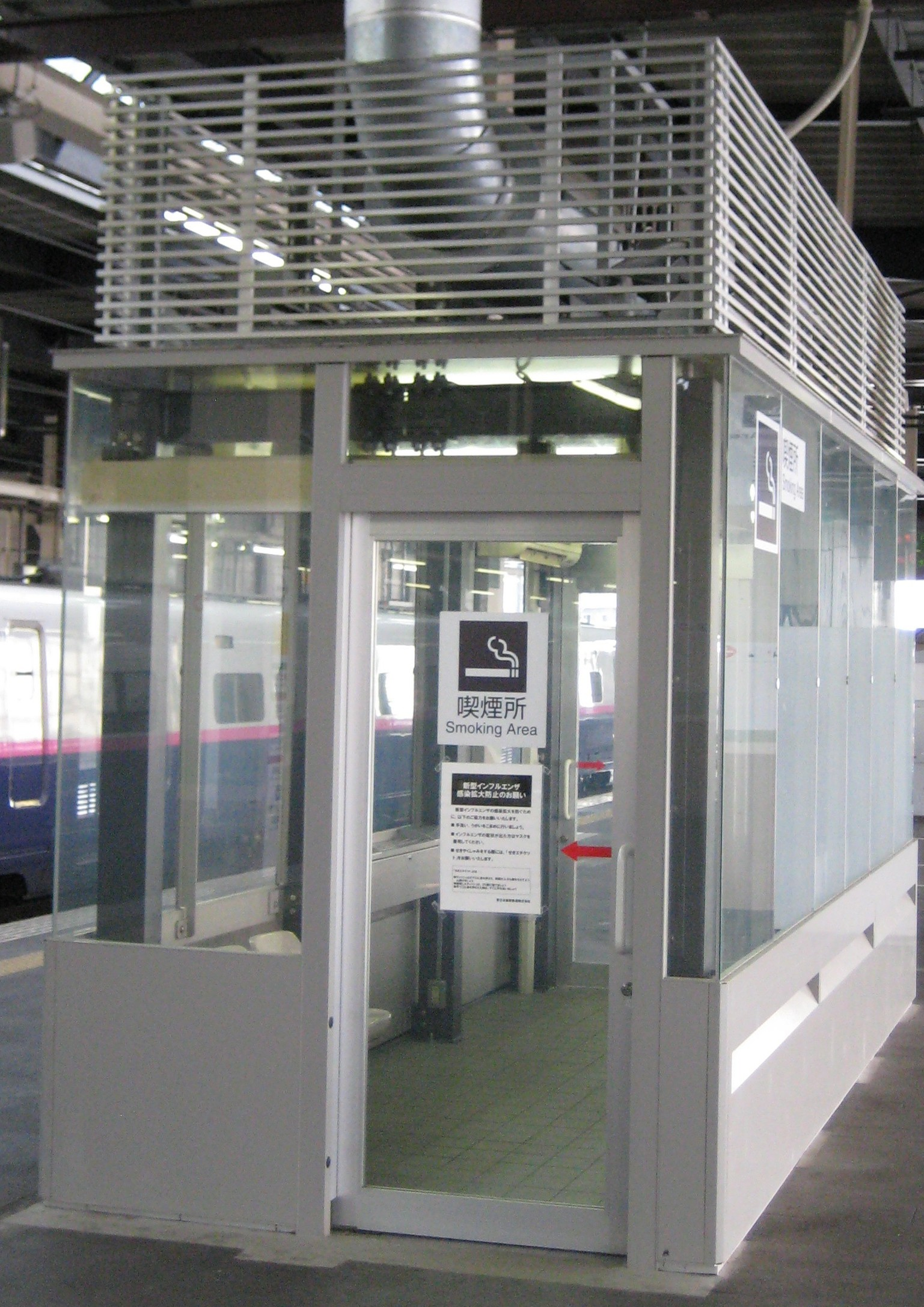
Ein abgekapselter Raucherraum auf einem japanischen Bahnhof – Luftabsaugung auf dem Dach.

Unter einem Raucherraum (auch Raucherzimmer oder Rauchsalon) versteht man ein abgesondertes Zimmer zum Rauchen von Tabak. Ein älterer, etwas vornehmerer, Ausdruck ist Fumoir (von französisch fumer ‚rauchen‘) Der Name Fumoir ist in der Schweiz weiterhin die dafür allgemein übliche Bezeichnung.

## Geschichte
Die ersten Fumoirs entstanden mit Aufkommen der Tabakskultur im 17. Jahrhundert als einer von vielen Räumen mit besonderer Funktion in herrschaftlichen Anwesen. Sie waren in der Regel mit bequemen Polstermöbeln zur Förderung der legeren Unterhaltung eingerichtet, oft waren auch Spieltische oder ein Billard vorhanden. Nach dem Essen zogen sich die Herren – Tabak war ursprünglich wie auch Kaffee für Damen ein Tabu – in das Fumoir zurück und hielten dort ihr Tabakskollegium ab, ohne die Damen und deren Garderoben mit dem blauen Dunst zu belästigen. Mit der Zeit begann man damit, mit dem Betreten des Fumoirs die Bekleidung zu wechseln, d. h. man legte das Jackett ab und zog sich eine spezielle Raucherjacke an, den Smoking (von engl. smoke ‚Rauch‘).
Mit dem Aufkommen der großen Gastronomie wurden Fumoirs auch in Grandhotels und Restaurants eingerichtet. Vorreiter in Berlin war 1833 das Café Kranzler. Ebenso gehörten diese Räume bald zum Standard der Luxusdampfer, wie etwa der Titanic und der Luxuszüge Anfang des 20. Jahrhunderts.
In Abkehr von den bis in die zwanziger Jahre vorherrschenden Plüschfauteuils der Fumoirs entwarf Le Corbusier 1931 eine hochmoderne Fumoir-Ausstattung in Chrom und Leder für die Rauchabteile der französischen Eisenbahn; die dazugehörenden Sessel, als Cassina-Sessel bekannt, sind zu einem Klassiker der modernen Möbelarchitektur geworden.
Heutzutage finden sich Raucherräume an oder in zahlreichen öffentlichen Gebäuden, wie z. B. Krankenhäusern oder Flughäfen.

## Rechtliches
Das Rauchen in gastronomischen Einrichtungen unterliegt im deutschen Sprachraum gesetzlichen Regelungen. Da die Nichtraucherschutzgesetzgebung in Deutschland und der Schweiz Sache der Bundesländer bzw. Kantone ist, ist eine Vielzahl unterschiedlicher Vorgaben entstanden, unter denen Fumoirs zulässig sind. Einen Überblick über die einzelnen Regelungen gibt der Artikel Liste der Rauchverbote nach Land.

## Alternative Bedeutung
Räucherofen, eine verkleinerte Form der Räucherkammer, regional auch als Räucherschrank bekannt.